# 2021학년도 대학수학능력시험
2021학년도 대학수학능력시험 (2021學年度 大學修學能力試驗, 2020년 수능)은 2020년 12월 3일 목요일에 시행된 대학수학능력시험이다. 시험영역, 문항유형, 문항수, 시험시간 등은 전년도 수능과 똑같지만 수학 영역을 중심으로 출제범위가 달라졌다. 이과의 경우 기하가 일시 제외되고, 문과의 경우 삼각함수, 지수함수와 로그함수 등이 추가된다. 만점자는 모두 6명(재학생 3명, 졸업생 3명)이다.

## 모의평가
- 2021학년도 대학수학능력시험 6월 모의평가: 2020년 6월 18일
- 2021학년도 대학수학능력시험 9월 모의평가: 2020년 9월 16일

## 일정

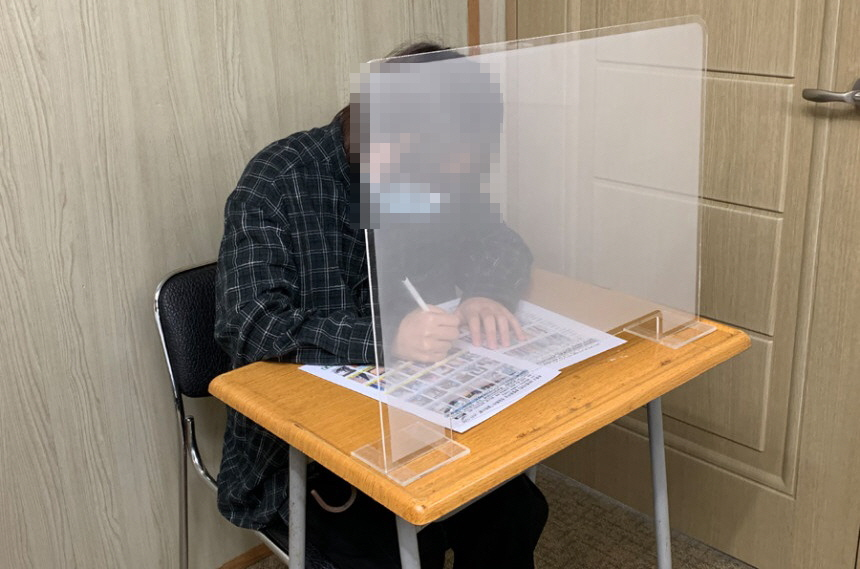
코로나-19 비말감염 방지, 수능 시험장 책상용 아크릴 칸막이

2018년 8월 29일 교육부는 2021학년도 수능 기본계획을 발표하면서 성적 통지일(12월 23일), 시험 범위 등을 발표했다. 한국교육과정평가원 측에선, 당초 2020년 11월 19일에 시행할 예정이었지만, 대한민국의 코로나19 범유행의 여파에 기인하여, 2020년 12월 3일로 최종 확정되었다.
- 2020년 12월 3일 - 수능시험일[3]
- 2020년 12월 23일 - 성적 통지

## 기출문제
| 과목                | 문제 및 정답 | 비고 |
| ------------------- | ------------ | ---- |
| 국어 영역           | ■            |      |
| 수학 영역           | ■            |      |
| 영어 영역           | ■            |      |
| 한국사 영역         | ■            |      |
| 사회탐구 영역       | ■            |      |
| 과학탐구 영역       | ■            |      |
| 직업탐구 영역       | ■            |      |
| 제2외국어/한문 영역 | ■            |      |

## 같이 보기
- 대학수학능력시험
  - 연도별 대학수학능력시험